# Paul (voornaam)
Paul is een voornaam die stamt van het Latijnse Paulus (of Paullus), wat "klein" of "bescheiden" betekent. 
De apostel Paulus was een belangrijke leider van de vroege christelijke kerk, die zijn oorspronkelijke naam Saul veranderde toen hij christen werd. Ook was Paulus de naam van zes pausen (Paus Paulus I, II, III, IV, V en VI).

## Bekende heersers
- Paul I van Griekenland, koning
- Paul van Joegoslavië, regent
- Paul I van Rusland, tsaar

## Bekende Nederlandse naamgenoten
- Paul Biegel, schrijver
- Paul Boersma, schaker
- Paul Bosvelt, voetballer
- Paul Brenneker, missionaris
- Paul Citroen, kunstenaar
- Paul Cliteur, wetenschapper
- Paul Crutzen, scheikundige en Nobelprijswinnaar
- Paulien van Deutekom, schaatsster
- DJ Paul Elstak, dj
- Paul Gellings, dichter en vertaler
- Paul van Gorcum, acteur
- Paul Grégoire, beeldhouwer
- Paul Groot, acteur en tekstschrijver
- Paul Haarhuis, tennisser
- Paul Haenen, cabaretier
- Paul Huf, fotograaf
- Paul Janssen, politicus
- Paul de Leeuw, Nederlandse komiek, cabaretier, televisiepresentator en zanger

- Paul Lodewijkx, motorcoureur
- Paul van Loon, schrijver
- Paul Maas, botanicus
- Paul Mariner, voetballer en voetbalcoach
- Paul Mijksenaar, ontwerper
- Paul Nanne, honkballer
- Paul Römer, televisieproducent
- Paul Rosenmöller, politicus
- Paul Scheffer, publicist
- Paul Schnabel, wetenschapper
- Paul Smits, zakenman
- Paul Sporken, filosoof en theoloog
- Paul Verhoeven, regisseur
- Paul Vlaar, priester
- Paul Vloon, journalist en programmamaker
- Paul Wilking, crimineel
- Paul Witteman, journalist en televisiepresentator

## Bekende Belgische naamgenoten
- Paul Akkermans, politicus
- Paul Allaerts, scheidsrechter
- Paul Baeteman, beeldhouwer
- Paul Beliën, journalist
- Paul Breyne, politicus
- Paul Bruna, zanger
- Paul Bulcke, bestuurder
- Paul Cauchie, architect
- Paul Delvaux, kunstschilder
- Paul Deman, wielrenner
- Paul Deprez, politicus
- Paul Dombrecht, hoboïst en dirigent
- Paul Frère, autocoureur
- Paul Geerts, striptekenaar
- Paul Gilson, componist
- Paul Haghedooren, wielrenner
- Paul Jambers, journalist en televisiemaker
- Paul-Emile Janson, politicus
- Paul Janssen, farmacoloog

- Paul Joostens, kunstschilder
- Paul Kempeneers, historisch geograaf
- Paul Koeck, schrijver
- Paul Kustermans, schrijver
- Paul Lebeau, letterkundige en schrijver
- Paul Mennes, schrijver
- Paul Otlet, ondernemer, pacifist en bibliograaf
- Paul Put, voetballer en voetbaltrainer
- Paul Ricour, acteur
- Paul Robbrecht, architect
- Paul Saintenoy, architect
- Paul Schoonbroodt, theoloog
- Paul Schruers, bisschop
- Paul Staes, politicus
- Paul Van Cauwenberge, wetenschapper
- Paul Van Himst, voetballer
- Paul van Ostaijen, dichter en prozaschrijver
- Paul Vanden Boeynants, politicus

## Bekende overige naamgenoten
- Paul Abraham, Hongaars componist
- Paul Adam, Frans schrijver
- Paul Allen, Amerikaans zakenman, mede-oprichter van Microsoft
- Paul Ambrosi, Ecuadoraans voetballer
- Paul Atkinson, Brits gitarist en producer
- Paul Auster, Amerikaans schrijver
- Paul Banks, Brits zanger
- Paul Belmondo, Frans autocoureur
- Paul Berth, Deens voetballer
- Paul Biya, Kameroens politicus
- Paul Bocuse, Frans topkok
- Paul Boffa, Maltees politicus
- Paul Bostaph, Amerikaans drummer
- Paul Bowles, Amerikaans schrijver, dichter en componist
- Paul Bremer, Amerikaans diplomaat
- Paul Butterfield, Amerikaans bluesmuzikant
- Paul Carrack, Brits zanger
- Paul Cattermole, Brits musicus
- Paul Cérésole, Zwitsers politicus
- Paul Cézanne, Frans schilder
- Paul Chaudet, Zwitsers politicus
- Paul Cornu, Frans helikopterpiloot
- Paul Creston, Amerikaans componist en musicus
- Paul Dana, Amerikaans autocoureur
- Paul Davies, Australisch natuurkundige en schrijver
- Paul van Dyk, Duits DJ
- Paul Deschanel, Frans president
- Paul Desmond, Amerikaans saxofonist en componist
- Paul Dirac, Brits natuurkundige
- Paul Dooley, Amerikaans acteur
- Paul Doumer, Frans president
- Paul Duboc, Frans wielrenner
- Paul Dukas, Frans componist
- Paul Dunmall, Brits saxofonist
- Paul Eddington, Brits acteur
- Paul Ehrenfest, Nederlands-Oostenrijks natuurkundige
- Paul Ehrlich, Duits chemicus en medicus
- Paul Éluard, Frans dichter
- Paul Erdős, Hongaars wiskundige
- Paul Feyerabend, Oostenrijks wetenschapsfilosoof
- Paul Gascoigne, Brits voetballer
- Paul Gauguin, Frans postimpressionistisch kunstschilder
- Paul Gilbert, Amerikaans gitarist
- Paul Greengrass, Brits regisseur
- Paul Hardcastle, Brits muzikant
- Paul Harrington, Iers zanger
- Paul Hausser, Duits militair
- Paul Hester, Australisch drummer
- Paul Hewson, officiële naam Ierse zanger Bono van U2
- Paul Heyse, Duits schrijver en essayist
- Paul Hindemith, Duits componist en dirigent
- Paul Huber, Zwitsers componist

- Paul Hunter, Brits snookerspeler
- Paul Ince, Engels voetballer
- Paul Jones, Welsh voetballer
- Paul Kagame, Rwandees politicus
- Paul Keating, Australisch politicus
- Paul Keres, Estisch schaker
- Paul Kimmage, Iers wielrenner
- Paul Kirchner, Amerikaans illustrator en stripauteur
- Paul Klee, Duits/Zwitsers kunstschilder
- Paul Koch, Luxemburgs voetballer
- Paul Kruger, Zuid-Afrikaans politicus
- Paul Levesque, Amerikaanse professioneel worstelaar, beter bekend als Triple H
- Paul Lim, Amerikaans darter
- Paul Marcinkus, Amerikaans bisschop
- Paul Martin, Canadees politicus
- Paul J. McAuley, Brits schrijver
- Paul McCartney, Brits musicus
- Paul McCormack, Iers wielrenner
- Paul McCrane, Amerikaans acteur en regisseur
- Paul Middellijn, Surinaams schrijver en musicus
- Paul Morphy, Amerikaans schaker
- Paul Motwani, Brits schaker
- Paul Newman, Amerikaans acteur
- Paul Nipkow, Duits uitvinder
- Paul Okon, Australisch voetballer
- Paul Palmer, Brits zwemmer
- Paul Philipp, Luxemburgs voetballer, voetbalcoach en voetbalbestuurder
- Paul Pogba, Franse voetballer
- Paul Reiser, Amerikaans acteur
- Paul Julius Reuter, Brits journalist
- Paul Reynaud, Frans politicus
- Paul Ricoeur, Frans filosoof
- Paul Rodgers, Brits zanger
- Paul Rothchild, Amerikaans producer
- Paul Rudd, Amerikaans acteur
- Paul Sabatier, Frans chemicus
- Paul Scholes, Brits  voetballer
- Paul Sédir, Frans schrijver, mysticus, Rozenkruiser en Martinist
- Paul Sérusier, Frans schilder
- Paul Sherwen, Brits wielrenner
- Paul Signac, Frans kunstschilder en graficus
- Paul Simon, Amerikaans musicus
- Paul Somohardjo, Surinaams politicus
- Paul Spiegel, Duits journalist en zakenman
- Paul Stanley, Amerikaans zanger en gitarist
- Paul Tibbets, Amerikaans militair
- Paul Touvier, Frans crimineel
- Paul Verlaine, Frans dichter
- Paul Volcker, Amerikaans econoom
- Paul Walsh, Brits voetballer
- Paul Warhurst, Brits voetballer
- Paul Weller, Brits zanger en gitarist
- Paul Wittgenstein, Oostenrijks-Amerikaans pianist en componist
- Paul Woei, Surinaams kunstenaar
- Paul Wolfowitz, Amerikaans politicus en president van de Wereldbank
- Paul Young, Brits zanger

- Paul
- Paul!
- Paul&Albert
- Paul-Albert Besnard
- Paul-Antoine d'Arnoult de Soleuvre
- Paul-Armand Challemel-Lacour
- Paul-Baudouin Michel
- Paul-Bernard de Fontaine
- Paul-Bernd Spahn
- Paul-Cesar Helleu
- Paul-Charles Goossens
- Paul-César Helleu
- Paul-Cézanne Universiteit
- Paul-Elie Ranson
- Paul-Emile Janson
- Paul-Emile Ladmirault
- Paul-Emile Leger
- Paul-Emile Van Royen
- Paul-Emmanuel Janssen
- Paul-Felix de Merode
- Paul-François Moretus
- Paul-Georges Ntep
- Paul-Gilbert Langevin
- Paul-Gruninger-Stadion
- Paul-Gruninger Stadion
- Paul-Grüninger-Stadion
- Paul-Grüninger Stadion
- Paul-Gustave Froment
- Paul-Gustave Van Hecke
- Paul-Gustave van Hecke
- Paul-Henri-Joseph Lebrun
- Paul-Henri Charles Spaak
- Paul-Henri Mathieu
- Paul-Henri Spaak
- Paul-Henri Spaakgebouw
- Paul-Henry Gendebien
- Paul-Jean-Jacques Lacome d'Estalenx
- Paul-Jean-Jacques Lacôme d'Estalenx
- Paul-Jean-Joseph Hankar
- Paul-Jean Clays
- Paul-Jean Martel
- Paul-Jose M'Poku
- Paul-Jose Mpoku
- Paul-Jose Mpoku Ebunge
- Paul-Joseph-Marie Gouyon
- Paul-Joseph Benker
- Paul-Joseph Delcloche
- Paul-Joseph de Bosschaert de Bouwel
- Paul-José M'Poku
- Paul-José Mpoku
- Paul-José Mpoku Ebunge
- Paul-Louis Cyffle
- Paul-Louis Cyfflé
- Paul-Louis Landsberg
- Paul-Louis Mercanton
- Paul-Loup Chatin
- Paul-Loup Sulitzer
- Paul-Ludwig Landsberg
- Paul-Marie Bonaparte
- Paul-Olivier Delannois
- Paul-Philippe Hohenzollern
- Paul-Philippe de Saint-Charles
- Paul-Pierre van Outryve d'Ydewalle
- Paul-Piet Hendriks
- Paul-Willem Segers
- Paul-Élie Ranson
- Paul-Émile Janson
- Paul-Émile Ladmirault
- Paul-Émile Lecoq de Boisbaudran
- Paul-Émile Léger
- Paul & Paula
- Paul (Cornwall)
- Paul (Covilhã)
- Paul (Exarch van Ravenna)
- Paul (Idaho)
- Paul (Kaapverdië)
- Paul (Pokémon)
- Paul (bakkerij)
- Paul (film)
- Paul (octopus)
- Paul (voornaam)
- Paul A.M. Dirac
- Paul A. Cox
- Paul A. Murtha
- Paul Abadie
- Paul Abbott
- Paul Abbott (Australianfootballspeler)
- Paul Abbott (footballer)
- Paul Abels
- Paul Abena
- Paul Abraham
- Paul Abraham Dukas
- Paul Abspoel
- Paul Accola
- Paul Ackerley
- Paul Acket
- Paul Acket Award
- Paul Adair
- Paul Adam
- Paul Addison
- Paul Adelstein
- Paul Adolph Volcker
- Paul Adriaan Daum
- Paul Adriani
- Paul Adrien Maurice Dirac
- Paul Aeby
- Paul Aerts
- Paul Affeldt
- Paul Agostino
- Paul Agricola
- Paul Aguilar
- Paul Akkermans
- Paul Alan Cox
- Paul Alan Levi
- Paul Alberdingk Thijm
- Paul Albert Gordan
- Paul Albin Stenz
- Paul Aleksandrovitsj van Rusland
- Paul Aler
- Paul Alexander Conrad Heinrich Theodor Albert Werdmüller von Elgg
- Paul Alexis
- Paul Alfons von Metternich-Winneburg
- Paul Alfred Rubens
- Paul Allaerts
- Paul Allen
- Paul Allen (voetballer)
- Paul Allender
- Paul Allossery
- Paul Alo'o
- Paul Amadeus Pisk
- Paul Ambach
- Paul Ambrosi
- Paul Ambrossi
- Paul Amey
- Paul Anderson
- Paul Anderson (voetballer)
- Paul Andreu
- Paul André
- Paul Anka
- Paul Annacone
- Paul Anoul
- Paul Anselm Feuerbach
- Paul Anspach
- Paul Anthony Samuelson
- Paul Antoine Guillaume de Milly
- Paul Antoine Guillaume de Milly van Heiden Reinestein
- Paul Antoine Guillaume van Heeckeren van Brandsenburg
- Paul Antoine Naudet
- Paul Antoine Vidal
- Paul Antoine Voûte
- Paul Anton Esterhazy
- Paul Anton Esterházy
- Paul Appell
- Paul Arconati
- Paul Arconati-Visconti
- Paul Arioste
- Paul Ariste
- Paul Arku
- Paul Armand Nijbroek
- Paul Arnoldussen
- Paul Arntzenius
- Paul Aron
- Paul Aron (coureur)
- Paul Arriola
- Paul Ascherson
- Paul Ash
- Paul Atkinson
- Paul Atkinson Jr.
- Paul Atreides
- Paul August Tichelaar
- Paul Auguste Cyrille de Launoit
- Paul Ausserleitnerschans
- Paul Auster
- Paul Avrich
- Paul Azinger
- Paul B. Fay
- Paul Baan
- Paul Baayens
- Paul Babeliowsky
- Paul Bach
- Paul Bachmann
- Paul Bader
- Paul Badura-Skoda
- Paul Badura Skoda
- Paul Baekeland
- Paul Baelde
- Paul Baeteman
- Paul Baeten Gronda
- Paul Baghwandas
- Paul Bagwandas
- Paul Banks
- Paul Bannon
- Paul Baran
- Paul Barba Neagra
- Paul Barbarin
- Paul Barber
- Paul Barber (acteur)
- Paul Barber (hockeyer)
- Paul Barbă Neagră
- Paul Barras
- Paul Bascomb
- Paul Bastide
- Paul Bates
- Paul Baudouin
- Paul Baum
- Paul Baumer
- Paul Baurl
- Paul Bauters
- Paul Bawerl
- Paul Bayer
- Paul Baysse
- Paul Bearer
- Paul Beavis
- Paul Beckers
- Paul Beeckman
- Paul Beekmans
- Paul Beers
- Paul Bekaert
- Paul Belien
- Paul Beliën
- Paul Bellot
- Paul Belmondo
- Paul Beloy
- Paul Beloy Beloy
- Paul Ben-Haim
- Paul Ben-Victor
- Paul Benedict
- Paul Benjamin
- Paul Bennett
- Paul Berende
- Paul Berg
- Paul Berg (scheikundige)
- Paul Berg (snowboarder)
- Paul Bergon
- Paul Berman
- Paul Bern
- Paul Bernardoni
- Paul Bernaschek
- Paul Bernays
- Paul Berryer
- Paul Bert Elvström
- Paul Berth
- Paul Berthon
- Paul Bervoets
- Paul Bessem
- Paul Betancourt
- Paul Bettany
- Paul Beudel
- Paul Beuerlin
- Paul Beurlin
- Paul Bhagwandas
- Paul Biedermann
- Paul Biegel
- Paul Bijleveld
- Paul Bijttebier
- Paul Billiet
- Paul Biwot
- Paul Biwott
- Paul Biwott Kipkemboi
- Paul Biya
- Paul Biya Stadion
- Paul Biyastadion
- Paul Blackthorne
- Paul Blanca
- Paul Blart: Mall Cop
- Paul Blart: Mall Cop 2
- Paul Blatny
- Paul Bley
- Paul Blobel
- Paul Blokhuis
- Paul Bockstaele
- Paul Bocuse
- Paul Bodifee
- Paul Bodifée
- Paul Bodin
- Paul Bodoni
- Paul Boersma
- Paul Boersma (politicus)
- Paul Boersma (schaker)
- Paul Boey
- Paul Boffa
- Paul Bogaert
- Paul Bolland
- Paul Bollenback
- Paul Bond
- Paul Bonenfant
- Paul Bonet
- Paul Bonhomme
- Paul Booth
- Paul Borremans
- Paul Bostaph
- Paul Bosvelt
- Paul Boucherot
- Paul Boudens
- Paul Boudet
- Paul Boudet (politicus)
- Paul Boudry
- Paul Boulet
- Paul Bourgeois
- Paul Bourget
- Paul Bourillon
- Paul Bourrillon
- Paul Bouré
- Paul Bouts
- Paul Bovend'Eert
- Paul Bovens
- Paul Bowles
- Paul Boyer
- Paul Boynton
- Paul Boyton
- Paul Bracewell
- Paul Brady
- Paul Brand
- Paul Brauckmann
- Paul Breitner
- Paul Bremer
- Paul Brenneker
- Paul Brett
- Paul Brett Sage
- Paul Breyne
- Paul Brien
- Paul Briet
- Paul Bril
- Paul Brill
- Paul Brinegar
- Paul Briët
- Paul Briët (architect)
- Paul Broadhurst
- Paul Broca
- Paul Brochart
- Paul Brock
- Paul Brody
- Paul Broekx
- Paul Brondeel
- Paul Bronzwaer
- Paul Brood
- Paul Broquet
- Paul Brouwet
- Paul Brown
- Paul Brown Stadium
- Paul Bruna
- Paul Brunat
- Paul Brunton
- Paul Bryant
- Paul Bryers